# Sevens Grand Prix Series 2016
El Sevens Grand Prix Series de 2016 fue la decimoquinta temporada del circuito de selecciones nacionales masculinas europeas de rugby 7.

## Calendario
| Torneo               | Ciudad | Fecha          | Campeón            |
| -------------------- | ------ | -------------- | ------------------ |
| Seven de Moscú 2016  | Moscú  | 4-5 de junio   | Rusia              |
| Seven de Exeter 2016 | Exeter | 9-10 de julio  | Reino Unido Royals |
| Seven de Gdynia 2016 | Gdynia | 16-17 de julio | Reino Unido Royals |

## Tabla de posiciones
| Pos | País               | RUS | ENG | POL | Puntos |
| --- | ------------------ | --- | --- | --- | ------ |
| 1   | Reino Unido Royals | 12  | 20  | 20  | 52     |
| 2   | Rusia              | 20  | 14  | 16  | 50     |
| 3   | Reino Unido Lions  | 16  | 12  | 18  | 46     |
| 4   | Francia            | 18  | 18  | 8   | 44     |
| 5   | España             | 8   | 16  | 14  | 38     |
| 6   | Alemania           | 14  | 10  | 6   | 30     |
| 7   | Georgia            | 10  | 6   | 10  | 26     |
| 8   | Italia             | 4   | 8   | 12  | 24     |
| 9   | Portugal           | 6   | 4   | 3   | 13     |
| 10  | Bélgica            | 3   | 3   | 4   | 10     |
| 11  | Polonia            | 2   | 2   | 2   | 6      |
| 12  | Lituania           | 1   | 1   | 1   | 3      |

- Gran Bretaña fue invitado debido a su participación en los Juegos Olímpicos, por lo tanto no participa en la competición por el título.

| Bandera de Rusia |
| Campeón Rusia    |
| Tercer título    |